# Riad Ismat
Mohammed Riad Hussein Ismat, dit Riad Ismat, né le 11 juillet 1947 à Damas (Syrie) et mort le 13 mai 2020 à Chicago (États-Unis), est un critique, narrateur, écrivain de théâtre, homme politique et diplomate syrien.

## Biographie
Riad Ismat a étudié en Syrie où il a obtenu son baccalauréat en littérature anglaise en 1968. Il a par la suite occupé plusieurs fonctions : recteur de l’Institut supérieur des arts, assistant du ministre de la culture et directeur général du comité général de la radio-télévision.
Sa relation avec le théâtre commence par une participation à une représentation à l'université d'une pièce de Shakespeare en 1967. Ensuite, il publie ses articles (soufouklisse et Hamelt) en 1972 pour les étudiants laïques.
Après la fondation de l’Institut supérieur des arts théâtraux en 1977, il enseigne la littérature de théâtre, puis il part en Grande-Bretagne pour continuer ses études supérieures au Dramas Centre à Londres. En 1982, il y mit en scène la pièce Des Nuits arabes. Cette pièce était en anglais pour le théâtre de Chirman Cercle ; elle est apparue en arabe sous le titre Les Nuits de Shahryar. Ensuite, il mit en scène la pièce d’Alfred Faradj Le Piège.
À son retour, il obtint un diplôme de réalisation télévisuelle de la BBC en 1983.
Il a suivi plusieurs sessions d’études dans l’art du mime au centre de pantomime à Londres où il a étudié, entre autres, avec Adam Darius. En 1989, il part aux États-Unis pour poursuivre des études doctorales sur les méthodes d’instruction des acteurs.
Riad Ismat a publié 33 ouvrages : des pièces de théâtre, des romans et des critiques. Il a aussi traduit deux livres Le cinéma de l’ouest de l’Amérique et Le joue au cinéma. Il a publié aussi des centaines d’articles dans déférents journaux et magazines, surtout dans le magazine mensuel Eldjil.
En 1993, il obtient le prix de la compétition organisée par la radio allemande pour son récit Oisis n’aime pas les oiseaux. Ce récit fut adapté en pièce de théâtre radiophonique à la radio allemande et à la radio arabe en Égypte. Il a aussi mis en scène la pièce Personne et caricature.
Ambassadeur de Syrie au Pakistan à partir de 2005, puis au Qatar à partir de 2010, il est ministre de la Culture de Syrie entre 2010 et 2012.

## Diplômes
- Doctorat des arts du théâtre
- Magister de la mise en scène en théâtre
- Diplôme en littérature anglaise
- Diplôme de réalisation télévisuelle de la BBC en 1983 à Londres